# SV Muttenz
Der SV Muttenz ist ein in Muttenz beheimateter Fussballverein. Er wurde am 11. Januar 1921 als «Sportverein Muttenz» gegründet und heisst offiziell auch heute noch so. Er spielt momentan in der 1. Liga Classic, der vierthöchsten Schweizer Liga.

## Geschichte
Der «SVM» hatte seine stärkste Spielzeit 1978/79, als er eine Saison nach dem knappen Klassenerhalt 1.-Liga-Meister wurde. Als er jedoch in den NLB-Aufstiegsspielen knapp scheiterte, kam eine lange erfolglose Zeit mit einem Abstieg bis in die 3. Liga. In den 1990er Jahren folgten wieder bessere Zeiten mit dem Aufstieg in die 1. Liga. Höhepunkt waren 1996 die Aufstiegsspiele zur damaligen NLB.
In der Saison 2004/05 gewann Muttenz seine 2.-Liga-interregional-Gruppe schon einige Runden vor Schluss. Vor allem die rekordverdächtige Heimstärke mit nur einer Niederlage und einem Unentschieden brachte den souveränen Wiederaufstieg in die 1. Liga ein.
2015 erreichte der SV Muttenz erstmals das Achtelfinal des Schweizer Cup. Dabei stellte er mit 5800 Besuchern, einen neuen Zuschauerrekord auf dem Margelacker auf.
2017 stieg der SV Muttenz in die 2 Liga Regional ab. Jedoch gelang dem «Eins» der sofortige Wiederaufstieg.
In der Saison 2018/19 gelang dem SV Muttenz als Aufsteiger der erneute Aufstieg in die nächsthöhere Liga. Am Ende der Saison 2020/21 stieg Muttenz allerdings wieder ab und spielte zwischenzeitlich für zwei Jahre in der 2. Liga Interregional in der Gruppe 3.

## Stadion
Der SV Muttenz spielt seine Spiele seit 1950 im Margelacker; es hat ein Fassungsvermögen von ungefähr 200 Sitz- und 3000 Stehplätzen, wobei es für besondere Spiele schon mit einer aufstellbaren Tribüne ausgebaut wurde. Der früher einfache Sportplatz wurde zwischen 1983 und 1986 zu einem Stadion umgebaut.

## Erfolge
- 1× 1.-Liga-Meister: 1979
- 4× Baslercupsieger: 1949, 1973, 1990, 2004
- 3× Schweizer Cup Sechzehntelfinal: 1978/79, 2001/02, 2012/13
- 1× Schweizer Cup Achtelfinal: 2015/16
- 1× Regionalmeister NWS 2017/18